# Maud Flandin
Pour les articles homonymes, voir Flandin.
Maud Flandin est une joueuse d'échecs française née le 25 juillet 1907 et morte le 14 septembre 1951.

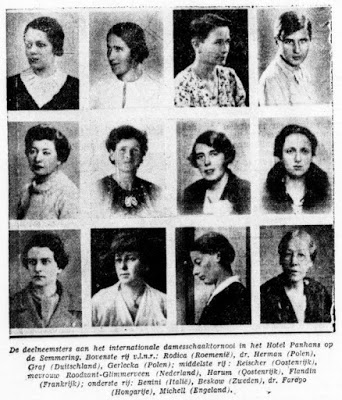
Participantes du tournoi international d'échecs féminin organisé à Semmering en 1936. Maud Flandin est la 4ème sur la rangée du milieu.

## Biographie
Née le 25 juillet 1907 à Saïgon,, Maud, Gilberte Flandin est la fille de Gustave Flandin (docteur en médecine) et Lucie Bruneau.
Elle épouse Joseph Karinthi le 28 janvier 1943 à Clermont-Ferrand et décède dans cette même ville le 14 septembre 1951.

## Carrière échiquéenne
Maud Flandin devient championne de France en 1934. Elle termine pourtant deuxième de la compétition, mais première française, derrière Aline Tonini (en). Avec 5 points, elle devance Paulette Schwartzmann qui était la favorite du tournoi.
En décembre 1934, elle participe à une partie simultanée au sein du cercle dijonnais d'échecs.
Lors du championnat de France féminin organisé en 1935 dans les locaux du cercle Caïssa, elle devient vice-championne de France en se classant 2e derrière Paulette Schwartzmann.
En 1936, Maud Flandin représente la France lors d'un tournoi international féminin (regroupant 12 nations) organisé à Semmering en Autriche et se classe 4e de la compétition. Au cours du tournoi, elle rencontre notamment Clarice Benini.
Elle est toujours active en 1939 comme en témoigne une partie jouée contre Chantal Chaudé de Silans au café de la Régence.

### Articles
- Jeanne Léon-Martin, « Championnat de France féminin d'échecs », Comœdia, no 7.750,‎ 29 avril 1934, p. 4 (lire en ligne, consulté le 22 mars 2021)

- L'Échiquier, Janvier-Février 1935, pages 928-929.